# Commonwealth Games 1994/Boxen
Die 15. Boxwettkämpfe der Herren bei den Commonwealth Games 1994 wurden vom 18. August bis zum 28. August in der kanadischen Stadt Victoria ausgetragen. Insgesamt wurden 47 Medaillen in 12 Gewichtsklassen vergeben.

## Medaillengewinner
| Klasse                         | Gold                       | Silber                     | Bronze                                                       |
| ------------------------------ | -------------------------- | -------------------------- | ------------------------------------------------------------ |
| Halbfliegengewicht (- 48 kg)   | Abdurahman Ramadhani Kenia | Victor Kasote Sambia       | Domenic Figliomeni Kanada Sah Birju Indien                   |
| Fliegengewicht (- 51 kg)       | Paul Shepherd Schottland   | Duncan Karanja Kenia       | Bornface Makuka Sambia Danny Costello England                |
| Bantamgewicht (- 54 kg)        | Robert Peden Australien    | Spencer Oliver England     | Fred Mutuweta Uganda                                         |
| Federgewicht (- 57 kg)         | Casey Patton Kanada        | Jason Cook Wales           | Matumla Hassan Tansania James Swan Australien                |
| Leichtgewicht (- 60 kg)        | Mike Strange Kanada        | Martin Renaghan Nordirland | Kalolo Fiaui Neuseeland Hussain Arshad Pakistan              |
| Superleichtgewicht (- 63,5 kg) | Peter Richardson England   | Mark Winters Nordirland    | Trevor Shailer Neuseeland Timani Moro Ghana                  |
| Weltergewicht (- 67 kg)        | Neil Sinclair Nordirland   | Albert Eromosele Nigeria   | Richard Rowles Australien Wald Fleming Kanada                |
| Superweltergewicht (- 71 kg)   | Jimmy Webb Nordirland      | Bob Gasio Westsamoa        | Joseph Townsley Schottland Rival Cadeau Seychellen           |
| Mittelgewicht (- 75 kg)        | Ron Donaldson Kanada       | Rasmus Ojemaye Nigeria     | Peter Wanyoike Kenia Mike Penniston-John Trinidad und Tobago |
| Halbschwergewicht (- 81 kg)    | Dale Brown Kanada          | John Wilson Schottland     | France Mabiletsa Botswana Odhiambo Opiyo Kenia               |
| Schwergewicht (- 91 kg)        | Omaar Ahmed Kenia          | Steve Gallinger Kanada     | Ezwell Ndlovu Simbabwe Charles Kizza Uganda                  |
| Superschwergewicht (- 91 kg)   | Duncan Dokiwari Nigeria    | Miriambo Anyim Kenia       | Paea Wolfgramm Tonga Danny Williams England                  |

## Medaillenspiegel
| Rang | Land                | Gold | Silber | Bronze | Gesamt |
| ---- | ------------------- | ---- | ------ | ------ | ------ |
| 1    | Kanada              | 4    | 1      | 2      | 7      |
| 2    | Kenia               | 2    | 2      | 2      | 6      |
| 3    | Nordirland          | 2    | 2      | 0      | 4      |
| 4    | Nigeria             | 1    | 2      | 0      | 3      |
| 5    | England             | 1    | 1      | 2      | 4      |
| 6    | Schottland          | 1    | 1      | 1      | 3      |
| 7    | Australien          | 1    | 0      | 2      | 3      |
| 8    | Sambia              | 0    | 1      | 1      | 2      |
| 9    | Wales               | 0    | 1      | 0      | 1      |
| 9    | Westsamoa           | 0    | 1      | 0      | 1      |
| 11   | Uganda              | 0    | 0      | 2      | 2      |
| 11   | Neuseeland          | 0    | 0      | 2      | 2      |
| 13   | Simbabwe            | 0    | 0      | 1      | 1      |
| 13   | Indien              | 0    | 0      | 1      | 1      |
| 13   | Tansania            | 0    | 0      | 1      | 1      |
| 13   | Pakistan            | 0    | 0      | 1      | 1      |
| 13   | Ghana               | 0    | 0      | 1      | 1      |
| 13   | Seychellen          | 0    | 0      | 1      | 1      |
| 13   | Tonga               | 0    | 0      | 1      | 1      |
| 13   | Botswana            | 0    | 0      | 1      | 1      |
| 13   | Trinidad und Tobago | 0    | 0      | 1      | 1      |
|      | Gesamt              | 12   | 12     | 23     | 47     |